# Mephisto

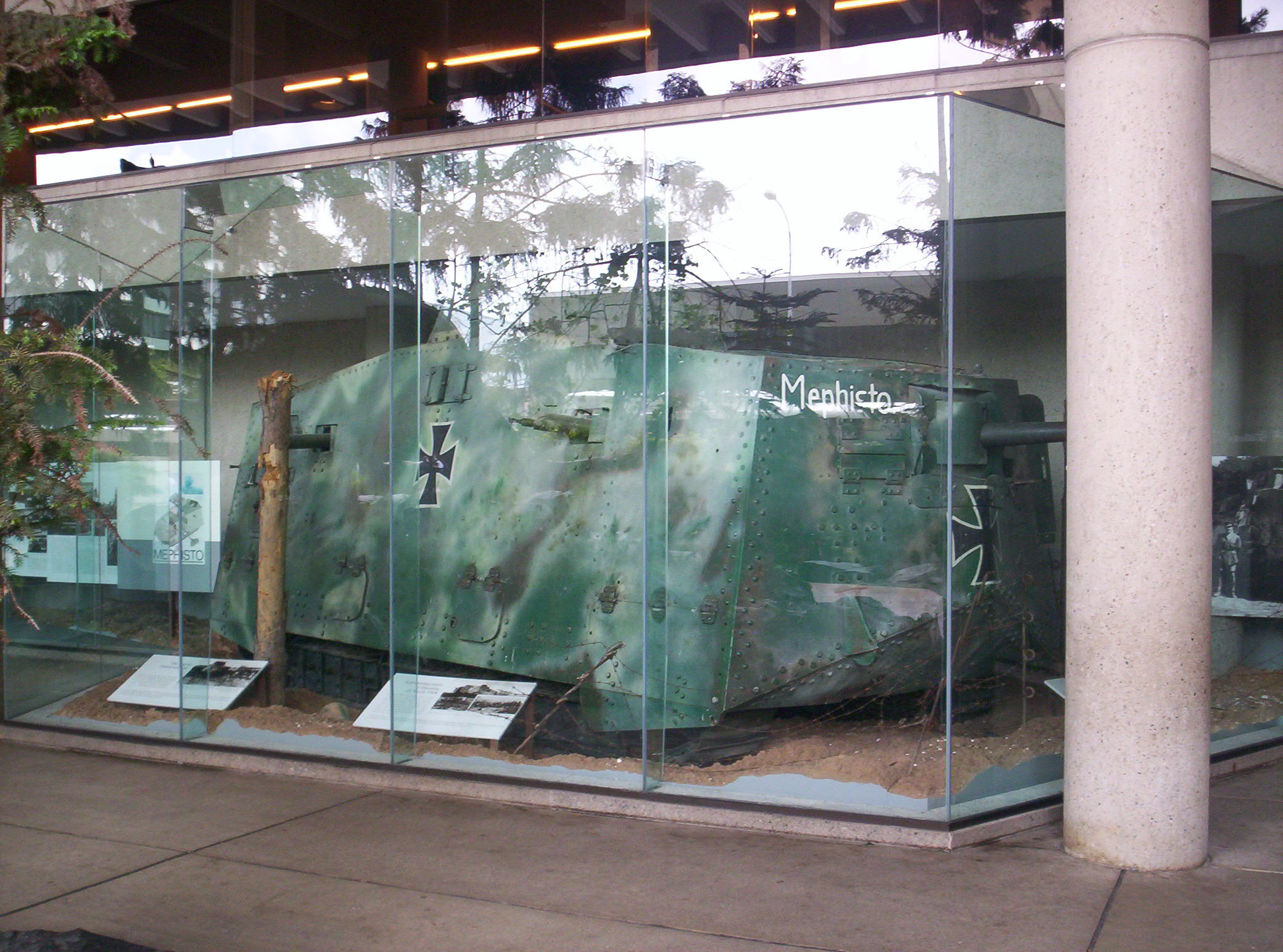
Czołg A7V "Mephisto" w Queensland Museum w stanie Brisbane.

Mephisto − nazwa niemieckiego czołgu typu A7V, zdobytego przez australijskich żołnierzy piechoty podczas I wojny światowej. Zdobyty egzemplarz znajduje się w Queensland Museum w Australii.
Czołg został zdobyty podczas drugiej bitwy o Villers-Bretonneux, 24 kwietnia 1918, przez 26 Batalion, 7 Brygady Australijskiej.
A7V "Mephisto" posiadał numer seryjny 506. Po przejęciu go przez Australijczyków, na kadłubie oznaczono go napisem "Mephisto" (odniesienie do Mefistofelesa). Czołg posiadał 6 karabinów maszynowych Maxim 08 oraz 57-milimetrowe działo Maxim-Nordenfelt.
Podczas powodzi w Queensland na przełomie 2010-2011, "Mephisto" został przeniesiony w obawie przed podtopieniami muzeum. Szacowano, że w 2012 po pracach konserwatorskich czołg zostanie z powrotem przetransportowany do muzeum i udostępniony publicznie, jednakże w marcu 2013 został przeniesiony do Workshops Rail Museum w Ipswich City.

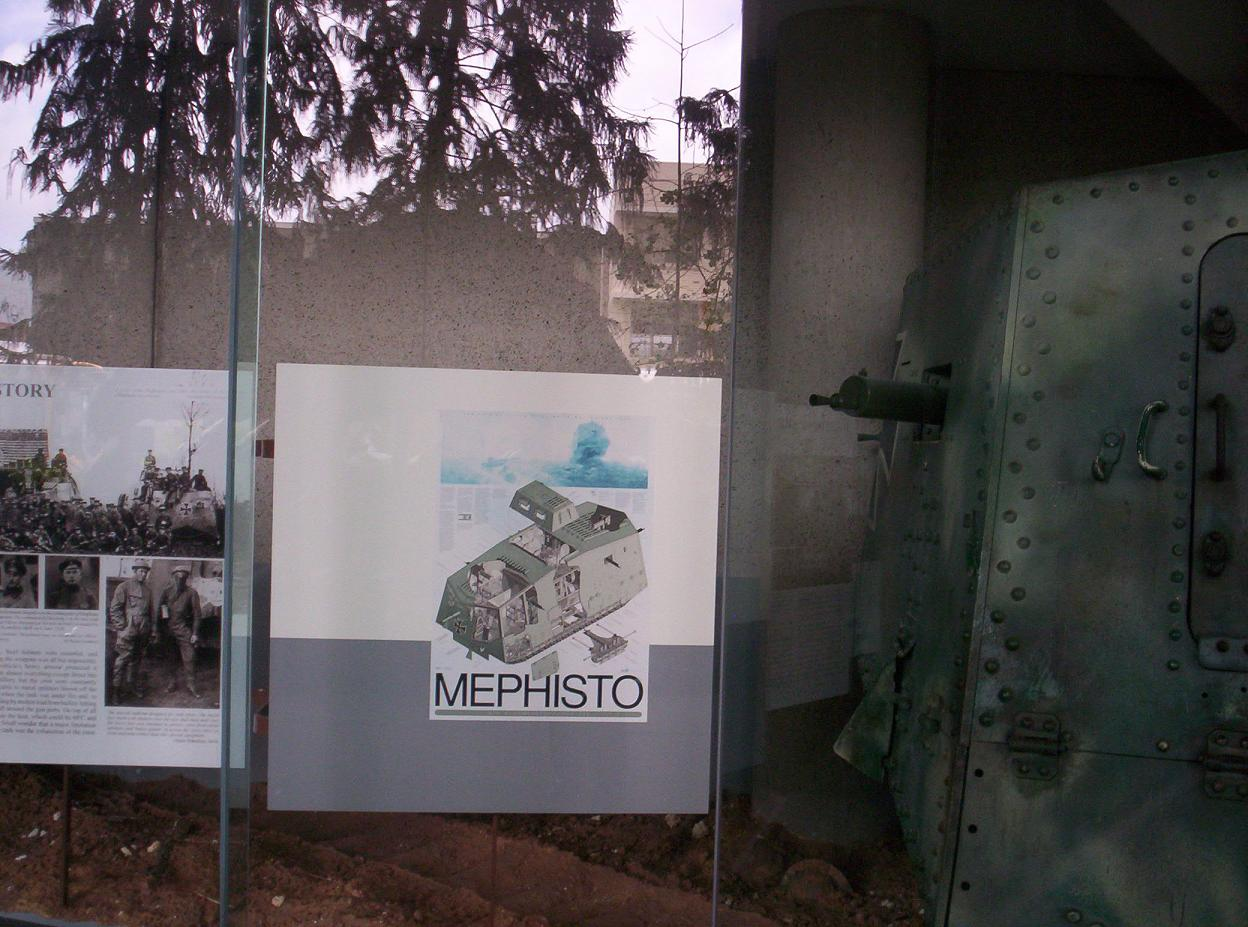
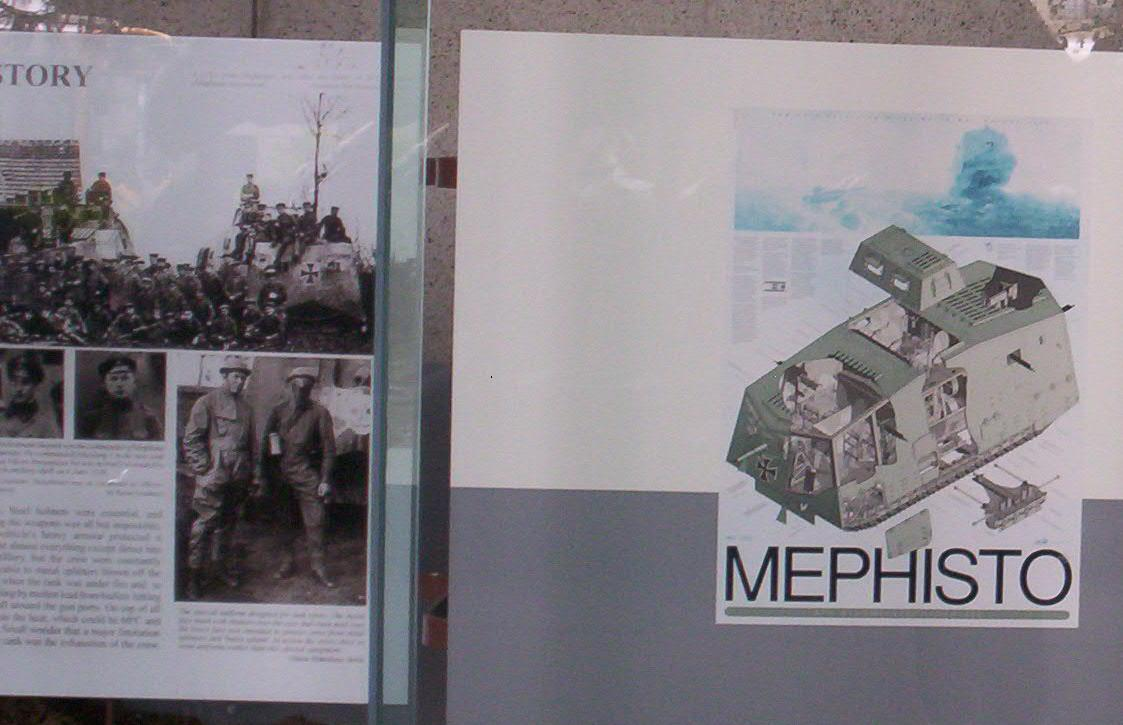